# Modisimus glaucus
Modisimus glaucus là một loài nhện trong họ Pholcidae. Loài này được phát hiện ở Hispaniola và St. Vincent.